# Programme biologique international
Le Programme biologique international est un programme mené entre 1964 et 1974 pour coordonner au niveau international des études écologiques et environnementales à grande échelle. Organisé à la suite du succès de l'Année géophysique internationale de 1957-1958, le Programme biologique international était une tentative d'appliquer les méthodes "Big Science" à l'écologie des écosystèmes des écosystèmes et aux problèmes environnementaux urgents.